# Aeropuerto de Repulse Bay
El Aeropuerto de Repulse Bay (del inglés: Repulse Bay Airport) (IATA: YUT, OACI: CYUT) está ubicado en Repulse Bay, Nunavut, Canadá y es operado por el gobierno de Nunavut.

## Aerolíneas y destinos
- Calm Air
  - Winnipeg / Aeropuerto Internacional de Winnipeg-Armstrong
- Kivalliq Air
  - Winnipeg / Aeropuerto Internacional de Winnipeg-Armstrong